# Риторика для Геренния
Риторика для Геренния (лат. Rhetorica ad Herennium; 4 книги риторики, посвящённые Гереннию) — учебник риторики, датируемый концом 80-х годов до н. э. Автор неизвестен. «Риторика для Геренния» — старейший известный учебник риторики на латинском языке.

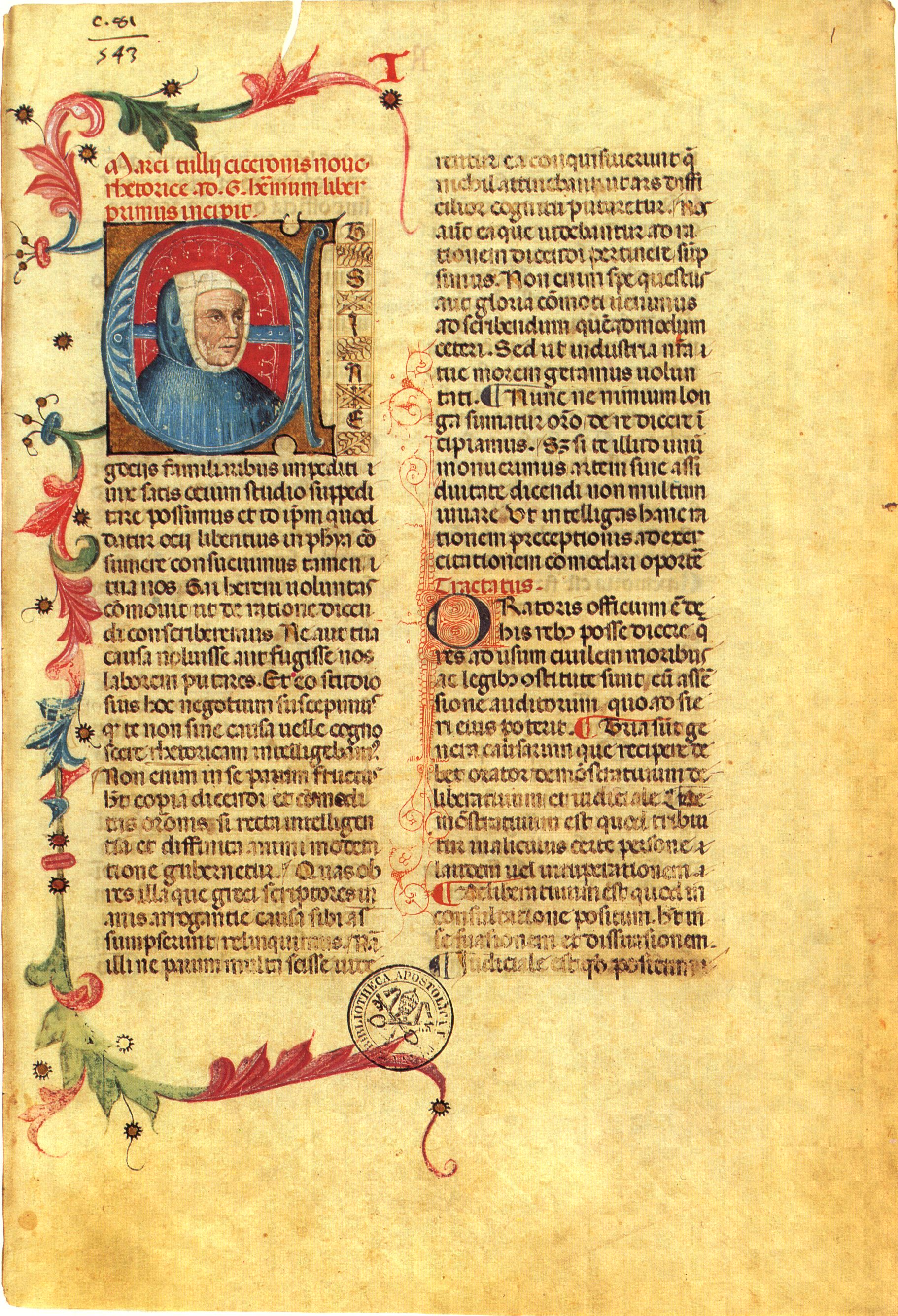
Rhetorica ad Herennium, ms. Vaticanus Palatinus lat. 1459

## Проблема авторства
Личность автора, равно как и Гая Геренния (C. Herennius), которому посвящён труд, неизвестны. Со времён Иеронима Стридонского сочинение приписывалось Цицерону, так как оно имеет много общего с его сочинением «De inventione»; но, по всей вероятности, Цицерон и автор «Риторики» имели только общий греческий источник, возникший в родосской школе красноречия. В XV в. сначала Лоренцо Валла, а затем Рафаэль Регий высказали сомнение в авторстве Цицерона, и «за ними пошли почти все позднейшие исследователи».
Порой источник печаталася под именем Цицерона. Исторический обзор проблемы авторства дала в 1976 г. И. П. Стрельникова. В XXI веке некоторые исследователи (С. Э. Зверев, Е. Ю. Голубева) «в качестве рабочей гипотезы» вновь выдвинули авторство Цицерона.

## Краткая характеристика
Работа содержит первое известное описание так называемого метода локусов (мнемонической техники). В сочинении сформулированы три возможных стиля устной риторики и шесть этапов аргументирования. В тексте работы неоднократно цитируются различные греческие ораторы, от Демосфена до Эсхина, однако содержится и множество отсылок к римским ораторам, в том числе к Гаю Гракху и Луцию Лицинию Крассу.
Материал излагается кратко (автор прежде всего имеет в виду практические потребности) и ясно, автор использует меткую терминологию, удачно подбирает примеры. 

## Рецепция
«Риторика» неоднократно переписывалась от руки (а впоследствии перепечатывалась) в Средние века и в эпоху Возрождения, была базовым учебником риторики. Сохранилось около 100 средневековых рукописей этого произведения. Рукопись «Риторики» IX—X веков, происходящая из знаменитой библиотеки аббатства Корби (отсюда название Codex Corbiensis), хранится в Российской национальной библиотеке.

## Издания и переводы
- Incerti auctoris de ratione dicendi ad C. Herennium libri IV, rec. Fridericus Marx. Stuttgart: Teubner, 1993 (репринт критического издания Leipzig, 1923). ISBN 3-8154-1169-6.
- Cornifici Rhetorica ad C. Herennium. Introd., testo critico, commento a cura di Gualtiero Calboli. Bologna: Pàtron, 1969 (критическое издание с комментариями); 2da ed. Bologna: Pàtron, 1993.
- Rhétorique à Herennius. Texte établi et traduit par Guy Achard. Paris: Les Belles Lettres, 1989. ISBN 2-251-01346-6 (латинский оригинал и французский перевод).
- Rhetorica ad Herennium, hrsg. und übers. von Theodor Nüßlein. Zürich; München: Artemis & Winkler, 1994. ISBN 3-7608-1672-X (латинский оригинал и немецкий перевод).
- Rhetorica ad Herennium, hrsg. und übers. von Thierry Hirsch. Ditzingen: Reclam, 2019. ISBN 978-3-15-019605-2 (латинский оригинал и немецкий перевод).
- Риторика для Геренния. — 2-е. — СПб.: Алетейя (издательство), 2021. — 148 с. — (Античная библиотека). — ISBN 978-5-906860-59-0.